# Битка код јужног Буга
Битка код Јужног Буга (мађ. Déli-Bug menti csata) догодила се у близини обала истоимене реке (данас у Украјини). Резултат битке је била велика бугарска победа која је приморала Мађаре који су били лоцирани у Етелкезу да напусте степе јужне Украјине, као и њихове тежње да покоре Дунавску Бугарску, повлачећи се у новозаузете земље иза Карпатских планина, усредсређујући се на Панонију, одакле ће започети свој следећи рат, овог пута против Мораваца, које су после поразили и успоставили су нову Мађарску, после државе Етелкез у модерној Украјини, која је наследила ранију етапу државности Мађара, легендарну иако краткотрајну, Леведију, па чак и државу пре тога, у легендарној земљи порекла Мађара, Југри, иза реке Об.

## Узроци сукоба и битка
Године 894. избио је рат између Бугарске и Византије након одлуке цара Лава VI Мудрог, да изврши захтев свог таста, базилоопатра Стилијана Зауцеса, да се центар балканских трговачких активности премести из Константинопоља у Солун, што је као последицу имало веће царине на бугарску трговину. Као одговор, бугарски цар Симеон I напао је Византинце код Адријанопоља, и поразио их пред крај исте године. Али онда су се Византинци окренули свом стандардном методу за решавање оваквих ситуација: платили су трећу страну да им помогне, у овом случају, унајмили су Мађаре из државе Етелкоз да нападну Дунавску Бугарску са североистока. Мађари су прешли Дунав 895. године и два пута су однели победу над Бугарима. Тако да је Симеон био принуђен да се повуће у Дуросторум, који је успешно одбранио. Током 896. године добио је помоћ, убеђујући традиционално Византији наклоњене Печенеге да му помогну. Касније, док су Печенези почели да се боре против Мађара на њиховој источној граници, Симеон и његов отац Борис I, (бивши цар који је напустио своје манастирско повлачење да би том приликом помогао свом наследнику) окупили су огромну војску и кренули на север да бране њихово царство. Печенези су напали и заузели некадашње територије Мађара, а Симеон се одморио и са већом војском стигао на место битке.
Пре битке Симеон је наредио тродневни пост, рекавши да војници треба да се искупе за своје грехе и да траже помоћ Божију. Када су завршили са тим, битка је почела.

## Последице сукоба
Победа је омогућила Симеону да поведе своје трупе на југ где је победио Византинце у бици код Булгарофигона. Рат је окончан мировним уговором који је формално трајао до смрти Лава VI 912. године, а по коме је Византија била обавезна да Бугарској плаћа годишњи данак у замену за повратак наводно 120.000 заробљених византијских војника и цивила. По уговору, Византинци су такође уступили Бугарском царству област између Црног мора и Странџе, док су Бугари такође обећали да неће вршити инвазију на византијску територију.